# Pygolampis pectoralis
Espèce
Pygolampis pectoralis est une espèce américaine de punaises de la famille des Reduviidae.

## Répartition
Pygolampis pectoralis se rencontre en de l'Amérique du Nord jusqu'au Nicaragua, mais principalement dans l'Est de l'Amérique du Nord jusqu'au Mexique{.

## Description
Pygolampis pectoralis mesure de 13 à 16 mm de longueur. Ses fémurs antérieurs sont dépourvus d'épines. Une ou plusieurs épines ou processus ramifiés/bifides sont présents de chaque côté de la tête sous et derrière l'œil.

## Mode de vie
Pygolampis pectoralis se nourrit d'autres insectes et est de ce fait très important dans sa niche écologique pour réguler les insectes ravageurs. 

## Systématique
Le nom valide complet (avec auteur) de ce taxon est Pygolampis pectoralis (Say, 1832).